# Keleya
Keleya is een gemeente (commune) in de regio Sikasso in Mali. De gemeente telt 20.500 inwoners (2009).